# Marcel Dieulafoy

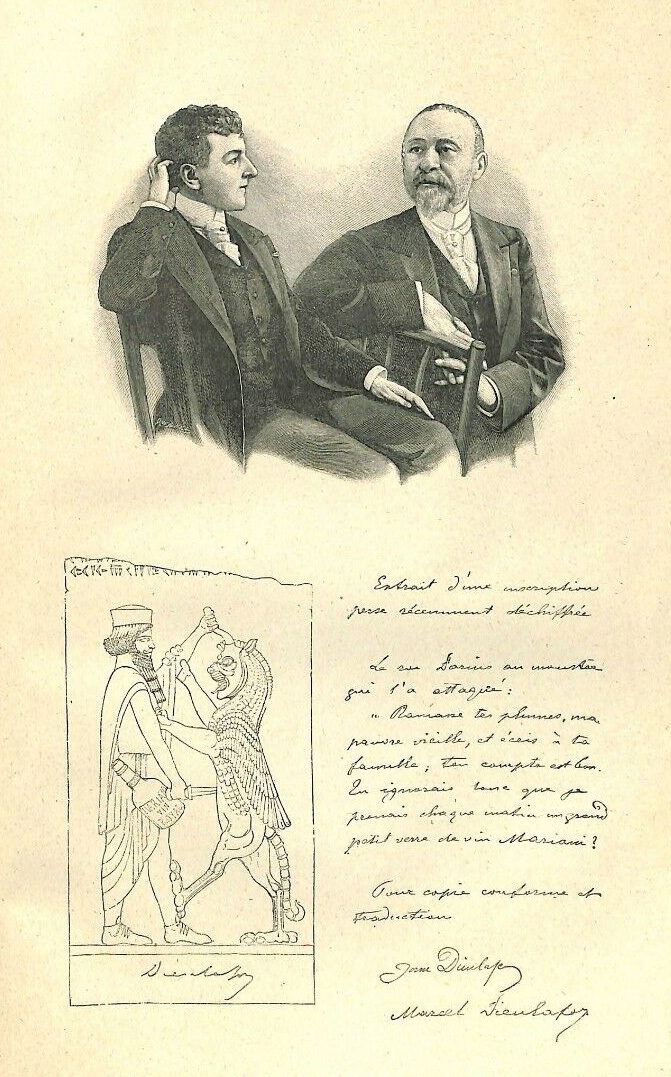
Jane (links) und Marcel Dieulafoy (rechts)

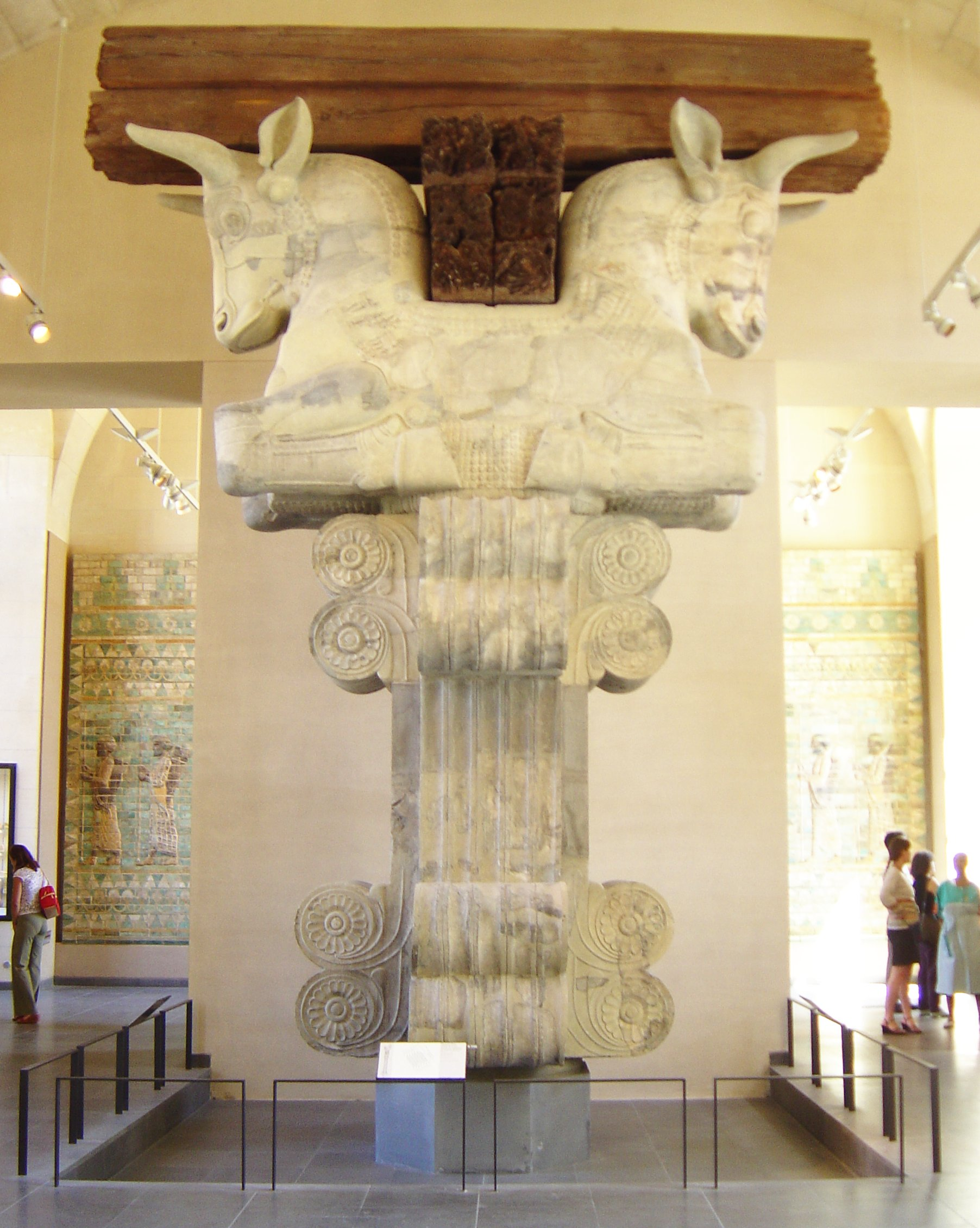
Stier-Kapitell aus dem Palast des Dareios I. in Susa. 1884–1886 von Marcel Dieulafoy entdeckt und nach Paris gebracht. Paris, Louvre Inventarnummer AOD 1

Marcel-Auguste Dieulafoy (* 3. August 1844 in Toulouse; † 25. Februar 1920 in Paris) war ein französischer Ingenieur, Forschungsreisender und Schriftsteller. Er wurde bekannt für seine Ausgrabungen in Susa in Persien.

## Leben
Marcel Dieulafoy wuchs in einer gebildeten Familie auf, er war der jüngere Bruder des Mediziners Paul Georges Dieulafoy. Er absolvierte eine Ausbildung als Ingenieur im Brücken- und Straßenbau. 1868 reiste er nach Algerien. Am 11. Mai 1870 heiratete er Jane Dieulafoy, sie begleitete ihn auf allen seinen weiteren Reisen. 1870/71 nahm er als Ingenieur am Deutsch-Französische Krieg teil. Danach unternahm er mit seiner Frau viele Reisen, vor allem nach Ägypten und in den Vorderen Orient, der Marcel besonders faszinierte. Marcel Dieulafoy beschloss um diese Zeit, sein Leben der Erforschung des Alten Orients zu widmen.
1880/81 unternahm er mit seiner Frau eine erste längere Forschungsreise nach Persien. Auf seiner ersten Reise nach Persien sammelte er das Material für sein Werk L’art antique de la Perse. Die darin enthaltenen Fotografien bilden bis heute ein Nachschlagewerk, im Besonderen für Teile von verlorenen archäologischen Stätten wie Taq-e Kisra. Im ersten Band beschreibt er die Ruinen von Pasargadae, im zweiten Persepolis und im dritten die Skulpturen von Persepolis. Im vierten Band widmet er sich Sarvestan und Firuzabad und im abschließenden fünften Band vergleicht er Architekturen von verschiedenen Kulturen.
Nach seiner Rückkehr erhielt Marcel Dieulafoy eine bescheidene Summe vom Louvre, die vom Ministerium für öffentliche Bildung erweitert wurde, um Ausgrabungen in Susa vornehmen zu können. Die französische Armee und die Marine lieferten das Material. Die Erlaubnis der persischen Regierung für die Grabungen war an die Auflage gebunden, das Grab von Daniel unberührt zu lassen. Es wurde vereinbart, dass die entdeckten Antiquitäten mit der Ausnahme von Edelmetallen zwischen den beiden Ländern aufgeteilt würden. Später verzichtete die persische Regierung auf ihren Anteil. Die Ausgrabungen in Susa fanden 1885 und 1886 statt und verhalfen dem Louvre zu einer eindrücklichen Sammlung persischer Kulturgegenstände.
Nach der Publikation der Ergebnisse seiner Reise verlor Marcel Dieulafoy das Interesse an Persien. Er arbeitete in der Administration für die Eisenbahn und wandte sich der Bibel zu. Ein besonderes Interesse zeigte er an den spanischen und portugiesischen Kulturen. 1895 wurde er zum Mitglied der Académie des inscriptions et belles-lettres gewählt.
1914 zogen Jane und Marcel Dieulafoy nach Marokko, wo Marcel mit dem Bau der Eisenbahn von Fès nach Meknès betraut war. Nebenbei begannen sie erneut archäologische Forschungen an der Hassan-II.-Moschee in Casablanca.

## Veröffentlichungen (Auswahl)
- L’art antique de la Perse. 5 Bände. Paris 1884–1889 (Digitalisat).
- L’Acropole de Suse: d’après les fouilles exécutées en 1884, 1885, 1886, sous les auspices du Musée du Louvre. 4 Bände. Librairie Hachette, Paris 1890 (Digitalisat Band 1–2) und (Digitalisat Band 3–4).
- Le Roi David. Hachette, Paris 1897 (Digitalisat).
  - englisch: David the King: a historical inquiry. T. F. Unwin, London 1902 (Digitalisat).
- Espagne et Portugal. Paris 1913 (Digitalisat).
  - deutsche Fassung: Geschichte der Kunst in Spanien und Portugal. J. Hoffmann, Stuttgart 1913 (Digitalisat).